# Wittgendorf (bij Zeitz)
Wittgendorf is een plaats en voormalige gemeente in de Duitse deelstaat Saksen-Anhalt, en maakt deel uit van de Landkreis Burgenlandkreis.

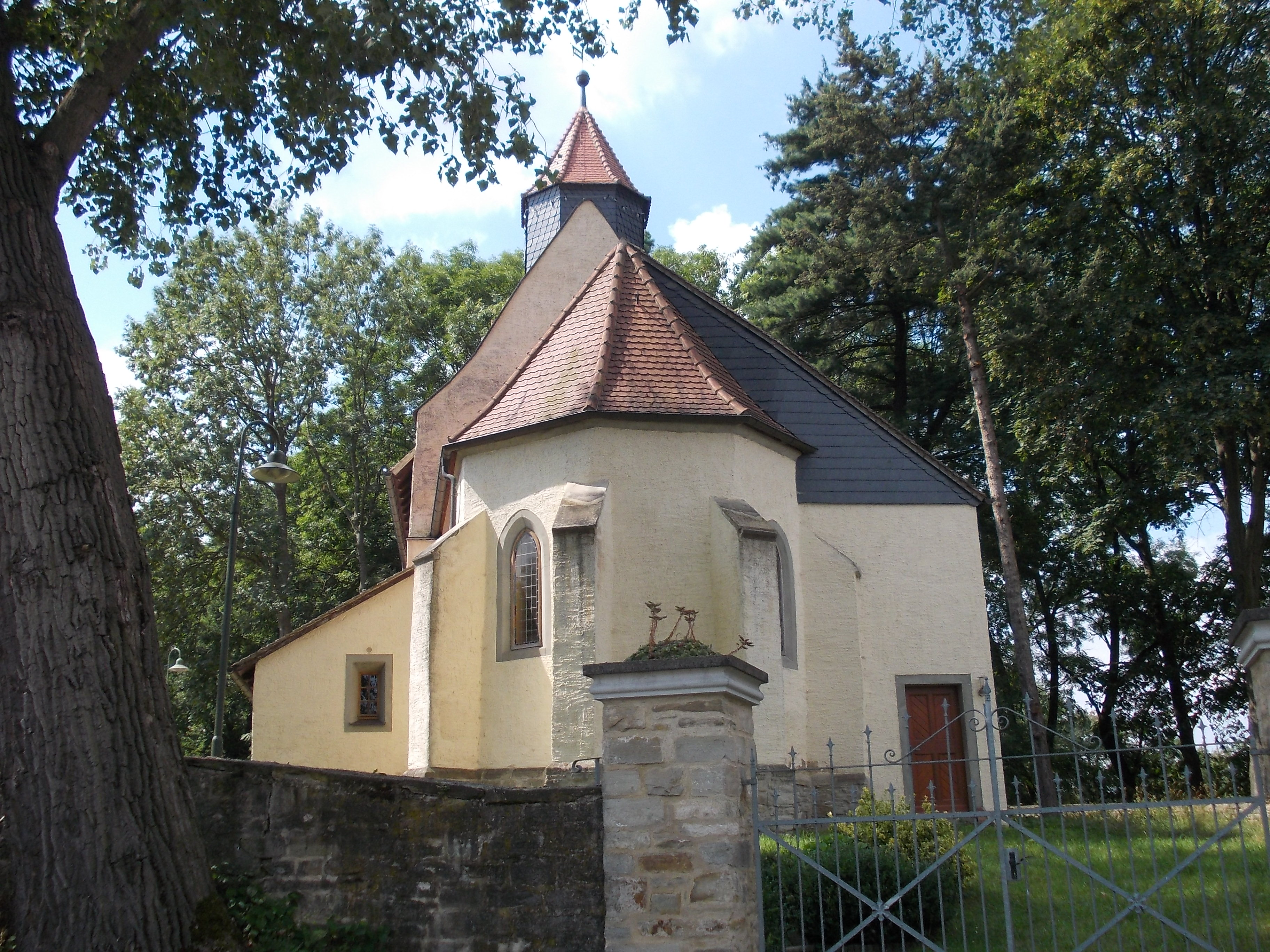
Kerk in Wittgendorf

Wittgendorf telt 686 inwoners.